# Stelis cundinamarcae
Stelis cundinamarcae är en orkidéart som beskrevs av Rudolf Schlechter. Stelis cundinamarcae ingår i släktet Stelis och familjen orkidéer. Inga underarter finns listade i Catalogue of Life.